# Laugardalsvöllur
A Laugardalsvöllur Izland nemzeti stadionja, mely az izlandi labdarúgó-válogatott hazai mérkőzéseinek otthona. A Reykjavíkben található 15 427 férőhelyes létesítményben 9800 ülőhely található. Itt játsszák nemzetközi mérkőzéseiket a különböző korosztályos válogatottak, illetve a női válogatott is. Emellett a Fram Reykjavík csapata is ebben a stadionban rendezi hazai bajnoki mérkőzéseit.

## Története
A stadion megépítése utáni első rendezvény az 1957. július 8-i norvégok elleni mérkőzés volt, majd ugyanazon év augusztusában sor került az első bajnoki mérkőzésre is (ÍA - Fram). 1959. június 17-én tartották a sportlétesítmény hivatalos avatóját..
1992-ben villanyvilágítással is ellátták, majd 1997-ben elkészült a főlelátóval szembeni része is. 2005 és 2007 között újabb felújításokat végeztek az épületen, és ekkor költözött a labdarúgó szövetség központja is a létesítménybe.
Az eddigi legmagasabb nézőszám 2004-ben volt, amikor egy barátságos mérkőzésen az izlandi válogatott 20 204 szurkoló előtt 2-0-ra legyőzte az olaszokat.

## Galéria

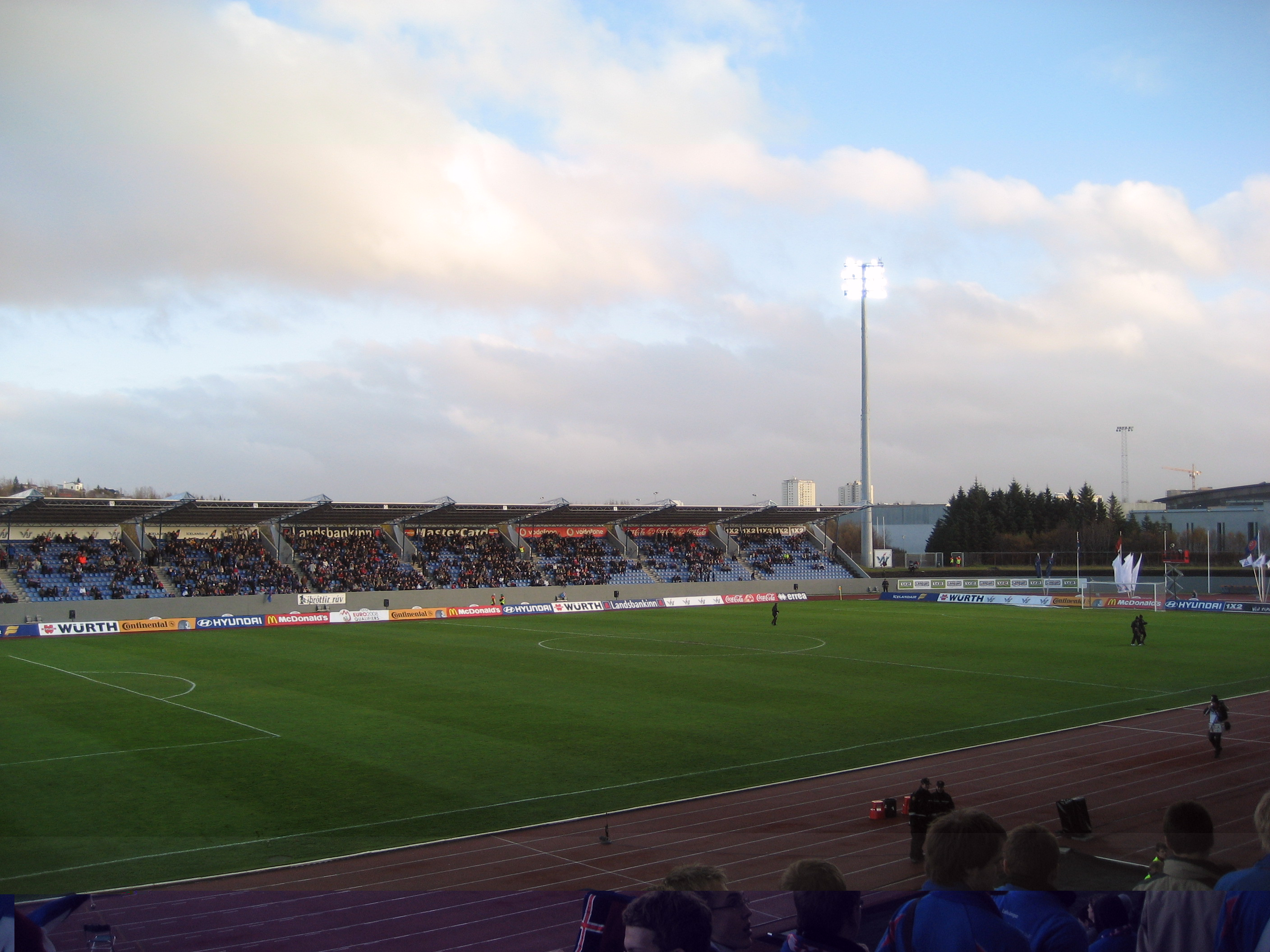
A Laugardalsvöllur a 2008-as labdarúgó-Európa-bajnokság egyik selejtezője alatt
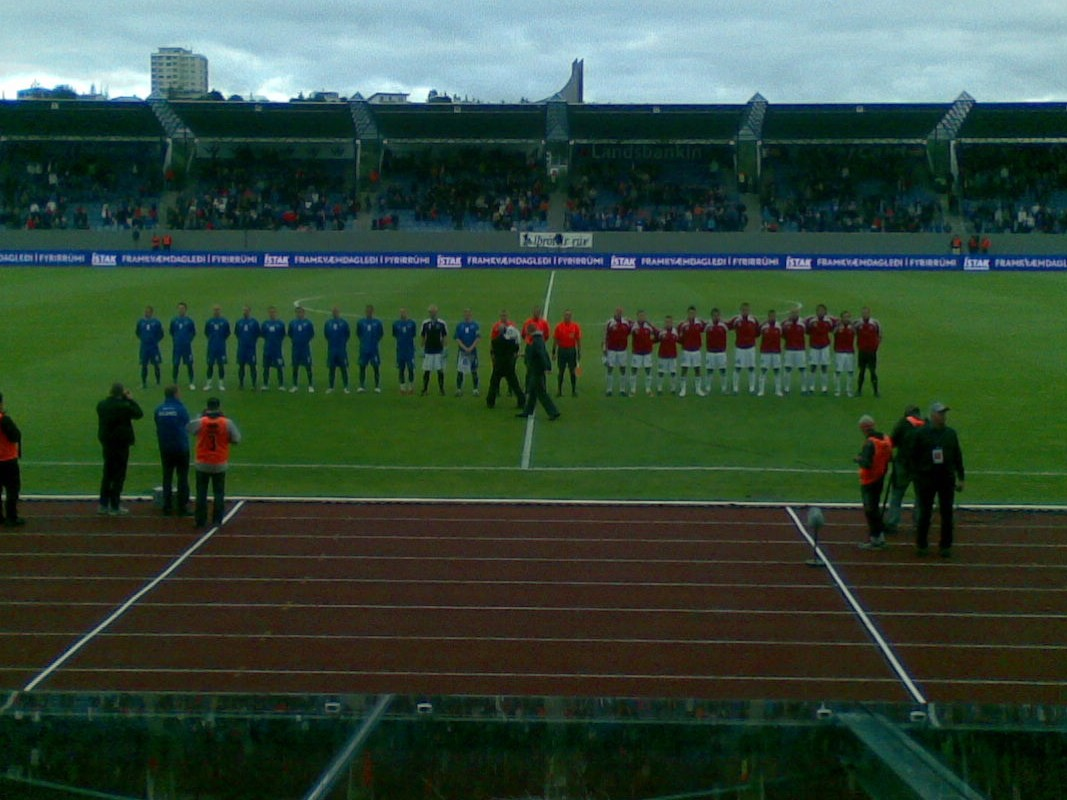
Izland-Szlovákia barátságos mérkőzés a Laugardalsvöllur-ban, 2009-ben
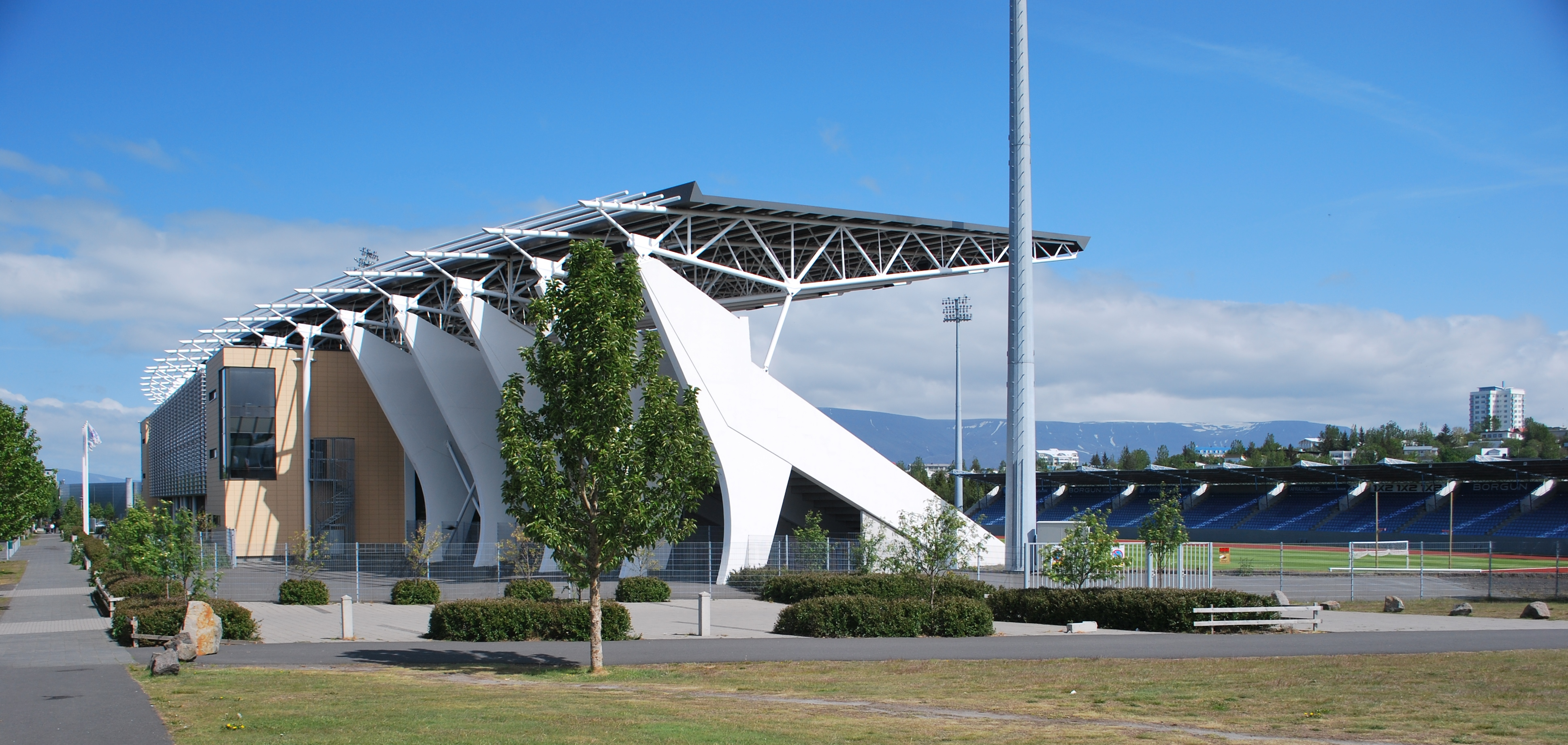
A stadion kívülről